# Götzing (Fridolfing)
Götzing ist ein Gemeindeteil im oberbayerischen Landkreis Traunstein und liegt im Westen der Gemeinde Fridolfing im Rupertiwinkel.
Götzing liegt an der gleichnamigen Götzinger Ache. Außerdem befindet sich in Götzing der Bahnhof Fridolfing der Bahnstrecke Mühldorf–Freilassing.

## Geschichte
Der Ortsname für das Dorf Götzing ist 1459 mit Getzing erwähnt und wird so von den Einheimischen immer noch verwendet. Der Ortsname setzt sich dabei aus dem Personennamen Gezo, der im 11. Jahrhundert belegt ist, und der Nachsilbe "-ing" zusammen. Diese Nachsilbe drückt die Zugehörigkeit zu einem Grundherren aus, also einem gewissen Gezo.
Nennenswerte Bedeutung erlangte Götzing durch den Anschluss an das Eisenbahnnetz durch die Königlich Bayerische Staats-Eisenbahnen 1894. Es wurde eine Bahnhofs-Restauration als Gasthaus und Herberge für Reisende errichtet, welche seit ein paar Jahren nicht mehr in Betrieb ist. Die Post wurde nun per Bahn nach Götzing und von dort in die Posthalterei nach Fridolfing gebracht. Neben dem Post und Personenverkehr wurde die Bahn aber vor allem zum Transport von Baumaterial und Vieh genutzt.
Das Gebiet um Götzing ist reich an Lehm und Torf, weshalb 1918 eine große Ziegelei entstand, welche lange Zeit einer der größten Arbeitgeber der Gemeinde Fridolfing war, in den 1990er Jahren allerdings geschlossen wurde. Im 19. und 20. Jahrhundert wurde auch Torf um Götzing abgebaut, günstigere Öl- und Holzheizungen verdrängten aber den Torfbedarf und führten dazu, dass kaum noch arbeits- und zeitintensiv Torf gestochen wird.
Im April 1945 kam es zu einem Fliegerangriff auf einen Lazarettzug in der Nähe des Bahnhofes.
Koordinaten: 47° 59′ 3″ N, 12° 48′ 7″ O